# Ixodes dicei
Ixodes dicei är en fästingart som beskrevs av James E. Keirans och Ajohda 2003. Ixodes dicei ingår i släktet Ixodes och familjen hårda fästingar.
Artens utbredningsområde är Costa Rica. Inga underarter finns listade i Catalogue of Life.